# Calamosternus mayeri
Calamosternus mayeri är en skalbaggsart som beskrevs av Pilleri 1953. Calamosternus mayeri ingår i släktet Calamosternus och familjen Aphodiidae. Inga underarter finns listade.